# Рудольф Пільц
Рудольф Георг Пільц (нім. Rudolf Georg Pilz; 25 грудня 1888, Аннаберг — 25 липня 1977, Бремен) — німецький воєначальник, генерал-лейтенант вермахту.

## Біографія
Син торговця Йозефа Пільца і його дружини Йоганни, уродженої Майнерт. 1 квітня 1908 року вступив в Імперську армію. Учасник Першої світової війни. 31 березня 1920 року звільнений з армії, 15 червня вступив у поліцію. 1 жовтня 1935 року перейшов у рейхсвер.
З 10 листопада 1938 року — командир 121-го прикордонного піхотного полку, з 6 вересня 1939 року — одночасно бойової групи «Неце». З 25 жовтня 1939 року — командир 425-ї дивізії особливого призначення, з 18 березня по 1 вересня 1940 року — 358-ї, з 15 листопада 1940 по 10 грудня 1942 року — 333-ї піхотної дивізії, з 1 січня 1943 по 19 серпня 1944 року — 203-ї дивізії охорони, з 25 серпня 1944 по 19 квітня 1945 року — дивізії №464. 8 травня 1945 року потрапив в американський полон. 13 червня 1947 року звільнений.

## Звання
- Фанен-юнкер (1 квітня 1908)
- Лейтенант (23 жовтня 1911) — 5 березня 1913 року отримав новий патент від 23 жовтня 1909 року.
- Оберлейтенант (16 грудня 1915)
- Гауптман запасу (1 квітня 1920)
- Гауптман поліції (15 червня 1920)
- Майор поліції (1 жовтня 1933)
- Оберстлейтенант земельної поліції (1 серпня 1935)
- Оберстлейтенант (15 жовтня 1935)
- Оберст (1 квітня 1936)
- Генерал-майор (1 лютого 1940)
- Генерал-лейтенант (1 лютого 1942)

## Нагороди
- Залізний хрест 2-го і 1-го класу
- Орден Альберта (Саксонія), лицарський хрест 2-го класу з мечами
- Орден Заслуг (Саксонія), лицарський хрест 2-го класу з мечами
- Почесний хрест ветерана війни з мечами
- Медаль «За вислугу років у Вермахті» 4-го, 3-го, 2-го і 1-го класу (25 років)
- Застібка до Залізного хреста
  - 2-го класу (21 вересня 1939)
  - 1-го класу (5 жовтня 1939)